# Marina Toribiong
Marina Toribiong (* 13. Juni 1994) ist eine palauische Kanutin.

## Biografie
Marina Toribiong begann im Alter von 14 Jahren mit dem Kanusport. 2015 wurde sie vom nationalen Kanuverband für die U23-Weltmeisterschaft in Portugal nominiert. Da es in Palau kein Einer-Kajak gab, wohnte sie zur Vorbereitung bei ihrer Tante in Kalifornien. Für zwei Monate trainierte sie zweimal täglich im 60 Kilometer entfernten San Diego.
Ein Jahr später konnte sie sich einen Quotenplatz für die Olympischen Sommerspiele in Rio de Janeiro sichern. Als erste und bisher einzige Athletin im Kanusport startete sie im Einer-Kajak über 200 Meter und 500 Meter, konnte aber beide Male das Finale nicht erreichen.